# Жінки в Бутані

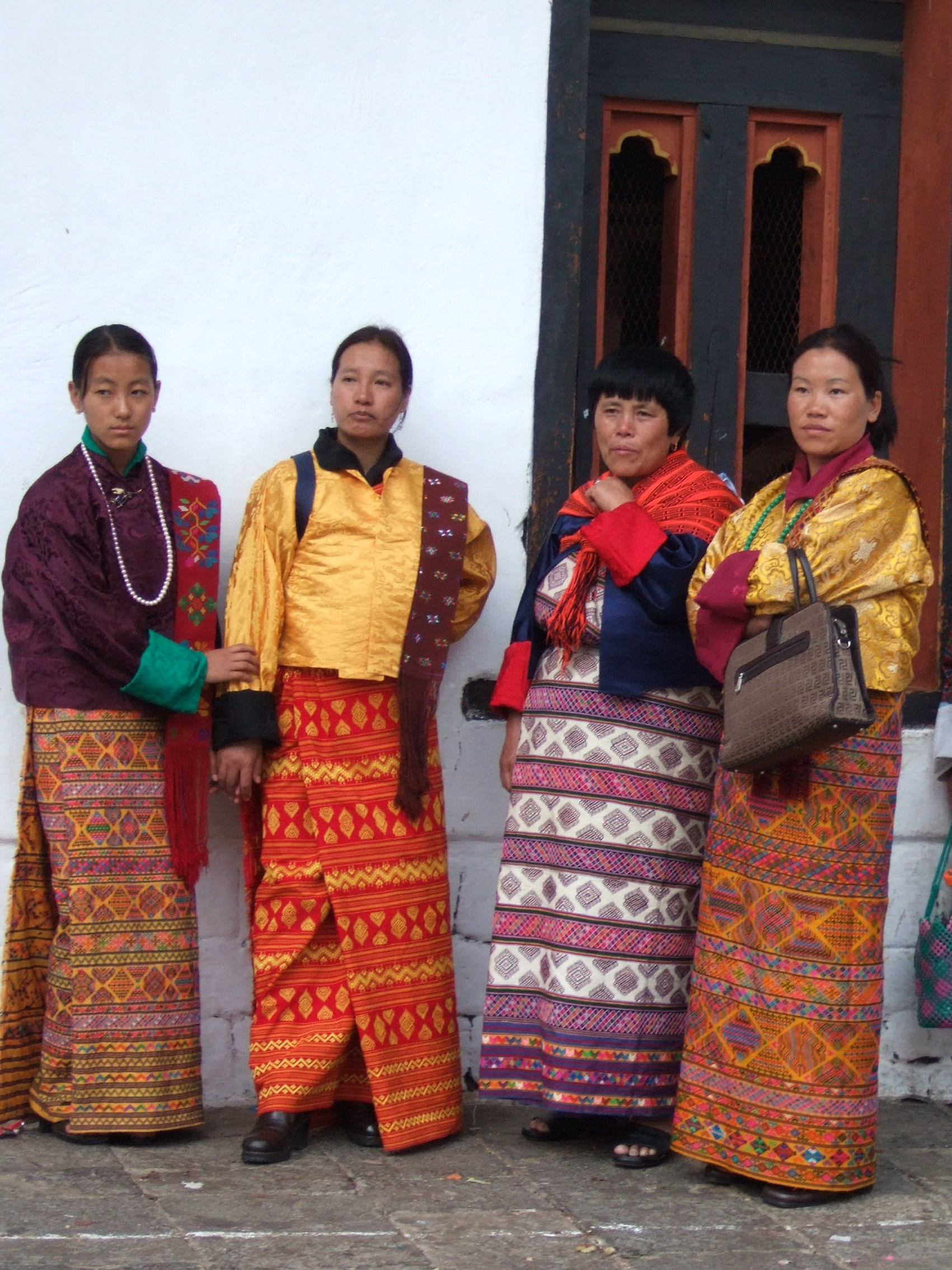
Бутанські жінки на святі в національному одязі

Хоча офіційно уряд Бутану сприяє розширенню участі жінок у політичному та державному житті країни, традиційно в цих областях домінуючу роль відіграють чоловіки.

## Ринок праці
Економічний розвиток дав жінкам Бутану ширші можливості для участі в таких сферах як медицина, освіта і державна служба. До 1989 року майже 10 % державних службовців були жінками. Їм належало 3 місяці відпустки у зв'язку з вагітністю та пологами, зі збереженням окладу та відпустка без збереження додаткових надбавок. Відображаючи переважання чоловіків в суспільстві, дівчатка перевершували чисельністю 3:2 у початковій і середній школі.

### Сільське господарство
У 1980-ті жінки грали важливу роль в сільськогосподарських роботах, де вони переважали числом чоловіків, що працювали у сфері обслуговування, промисловості і комерції. У середині 1980-х 95 % всіх жінок Бутану у віці від 15 до 64 років працювали в сільському господарстві, у порівнянні лише з 78 % чоловіків того ж віку. Іноземні спостерігачі відзначали, що жінки в сільському господарстві працювали нарівні з чоловіками. В цілому жінки становили більшу частину робочої сили у всіх секторах економіки. Менше 4 % жінок були безробітними, в порівнянні з майже 10 % чоловіків, які не мали роботи.

## Національна асоціація жінок Бутану
У 1981 році уряд заснував Національну асоціацію жінок Бутану, перш за все для поліпшення соціально-економічного статусу жінок, особливо в сільських районах. На першій сесії асоціації було заявлено, проте, що вона не наполягатиме на рівних правах для жінок і чоловіків, бо жінки Бутану вже «користуються рівними з чоловіками правами в політичній, економічній і соціальній сферах». Очільницею асоціації була призначена сестра короля Аші Сонам Чоден Вангчук. З 1985 року асоціація стала фінансуватися з бюджету, в 1992 році їй виділили 2,4 млн нгултрумів. Асоціація організовує щорічні конкурси краси, сприяє навчанню в галузі охорони здоров'я та гігієни, поширює пряжу і насіння сільськогосподарських культур, будує в селах бездимні печі.

## Галерея

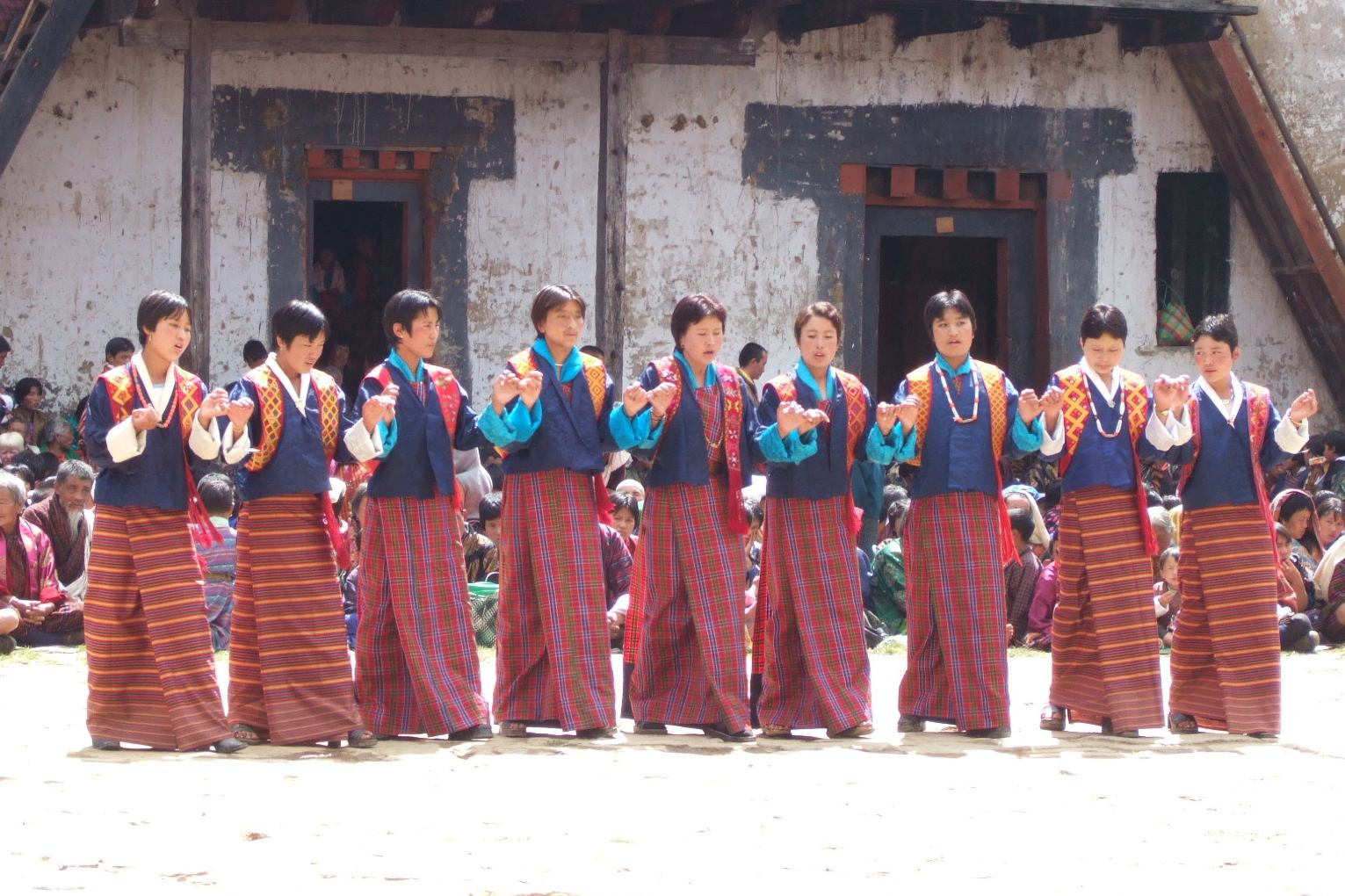
Бутанські дівчата в національному одязі
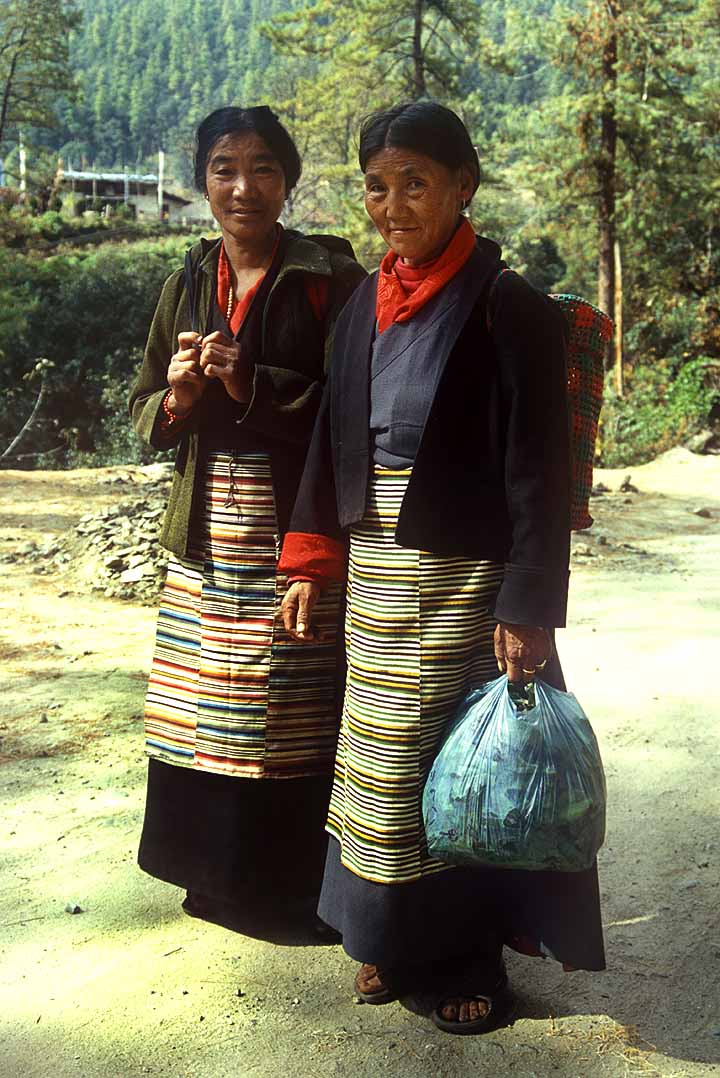
Бутанські жінки в національному одязі
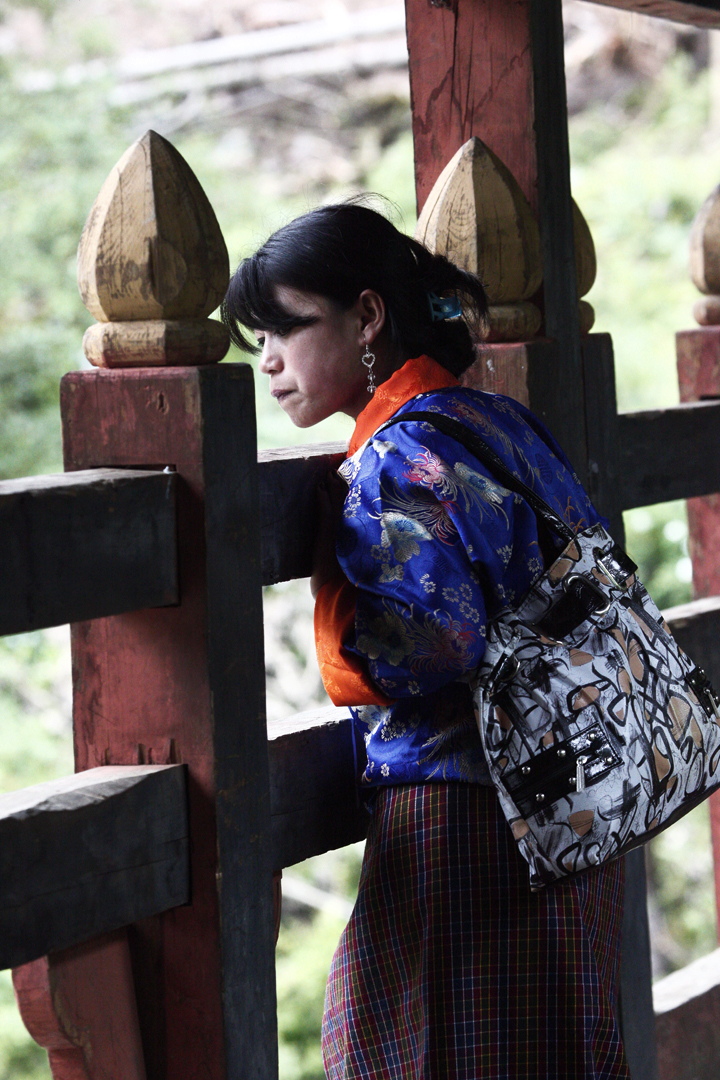
Бутанська жінка, 2011